# Saison 2016 de l'équipe cycliste Stölting Service Group
La saison 2016 de l'équipe cycliste Stölting Service Group est la dixième de cette équipe.

## Préparation de la saison 2016

### Arrivées et départs
| Arrivées                  | Équipe 2015       |
| ------------------------- | ----------------- |
| Michael Carbel Svendgaard | Cult Energy       |
| Gerald Ciolek             | MTN-Qhubeka       |
| Linus Gerdemann           | Cult Energy       |
| Rasmus Guldhammer         | Cult Energy       |
| Lasse Norman Hansen       | Cannondale-Garmin |
| Alexander Kamp            | ColoQuick         |
| Alex Kirsch               | Cult Energy       |
| Romain Lemarchand         | Cult Energy       |
| Christian Mager           | Cult Energy       |
| Mads Pedersen             | Cult Energy       |
| Rasmus Christian Quaade   | Cult Energy       |
| Michael Reihs             | Cult Energy       |
| Fabian Wegmann            | Cult Energy       |

| Départs          | Équipe 2016   |
| ---------------- | ------------- |
| Moritz Backofen  | Kuota-Lotto   |
| James Early      |               |
| Arne Egner       |               |
| Nako Georgiev    |               |
| Silvio Herklotz  | Bora-Argon 18 |
| Jan Oelerich     |               |
| Nils Politt      | Katusha       |
| Manuel Porzner   | Vorarlberg    |
| Ole Quast        |               |
| Til Schuster     |               |
| Maximilian Werda |               |

## Coureurs et encadrement technique

### Effectif
| Cycliste                  | Date de naissance | Nationalité | Équipe 2015       |  |
| ------------------------- | ----------------- | ----------- | ----------------- |  |
| Michael Carbel Svendgaard | 7 février 1995    | Danemark    | Cult Energy       |  |
| Gerald Ciolek             | 19 septembre 1986 | Allemagne   | MTN-Qhubeka       |  |
| Linus Gerdemann           | 16 septembre 1982 | Allemagne   | Cult Energy       |  |
| Rasmus Guldhammer         | 9 mars 1989       | Danemark    | Cult Energy       |  |
| Lasse Norman Hansen       | 11 février 1992   | Danemark    | Cannondale-Garmin |  |
| Lennard Kämna             | 9 septembre 1996  | Allemagne   | Stölting          |  |
| Alexander Kamp            | 14 décembre 1993  | Danemark    | ColoQuick         |  |
| Thomas Koep               | 15 septembre 1990 | Allemagne   | Stölting          |  |
| Alex Kirsch               | 12 juin 1992      | Luxembourg  | Cult Energy       |  |
| Romain Lemarchand         | 26 juillet 1987   | France      | Cult Energy       |  |
| Christian Mager           | 8 avril 1992      | Allemagne   | Cult Energy       |  |
| Mads Pedersen             | 18 décembre 1995  | Danemark    | Cult Energy       |  |
| Rasmus Christian Quaade   | 7 janvier 1990    | Danemark    | Cult Energy       |  |
| Michael Reihs             | 25 avril 1979     | Danemark    | Cult Energy       |  |
| Sven Reutter              | 13 août 1996      | Allemagne   | Stölting          |  |
| Jonas Tenbrock            | 16 décembre 1995  | Allemagne   | Stölting          |  |
| Fabian Wegmann            | 20 juin 1980      | Allemagne   | Cult Energy       |  |
| Stagiaire                 | Date de naissance | Nationalité | Équipe 2016       |  |
| Moritz Backofen           | 21 mars 1995      | Allemagne   | Kuota-Lotto       |  |
| Alexander Weifenbach      | 2 décembre 1990   | Allemagne   | RV Blitz Spich    |  |
| Willi Willwohl            | 31 août 1994      | Allemagne   | LKT Brandenburg   |  |

Portraits
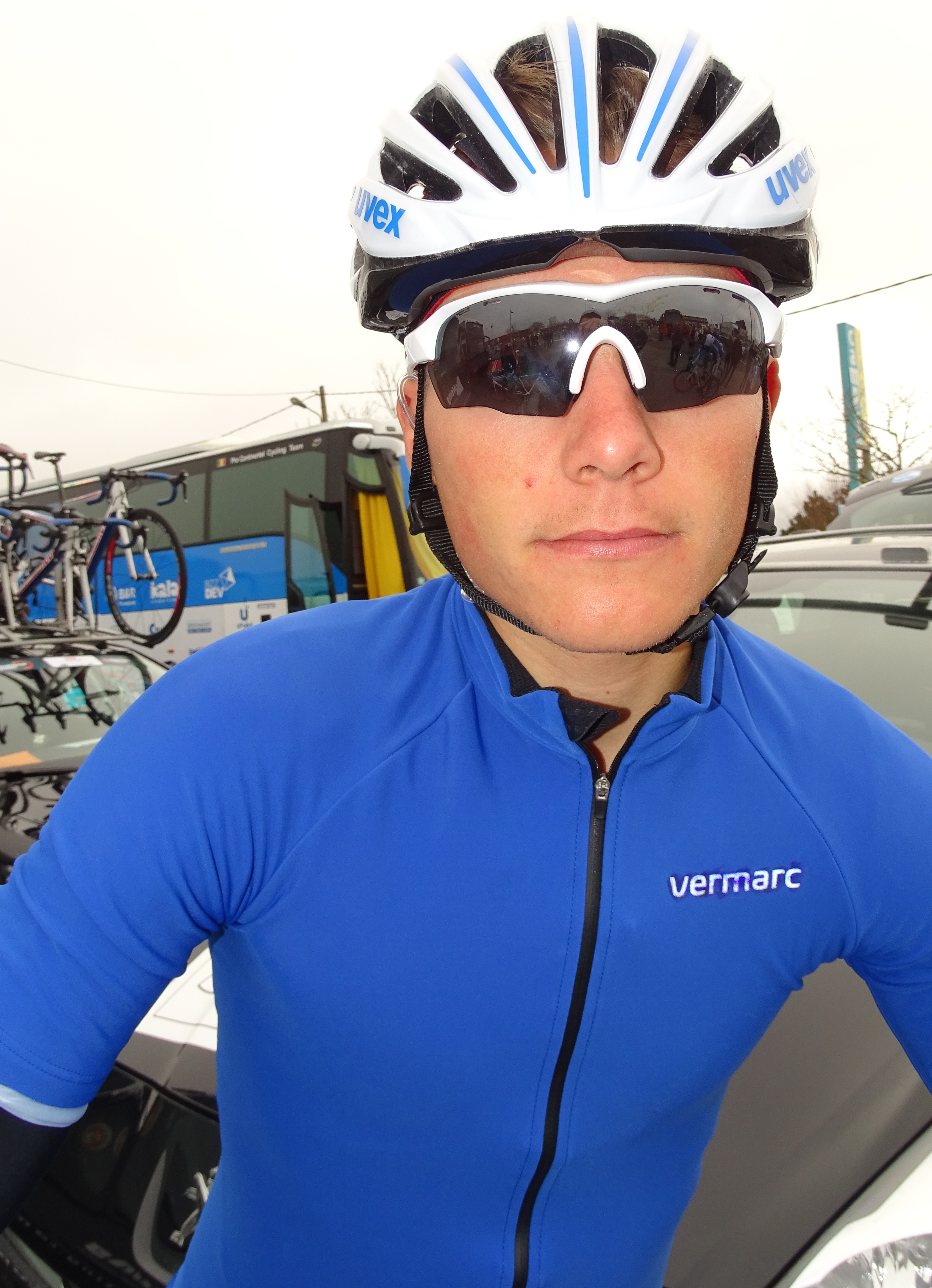
Michael Carbel Svendgaard.
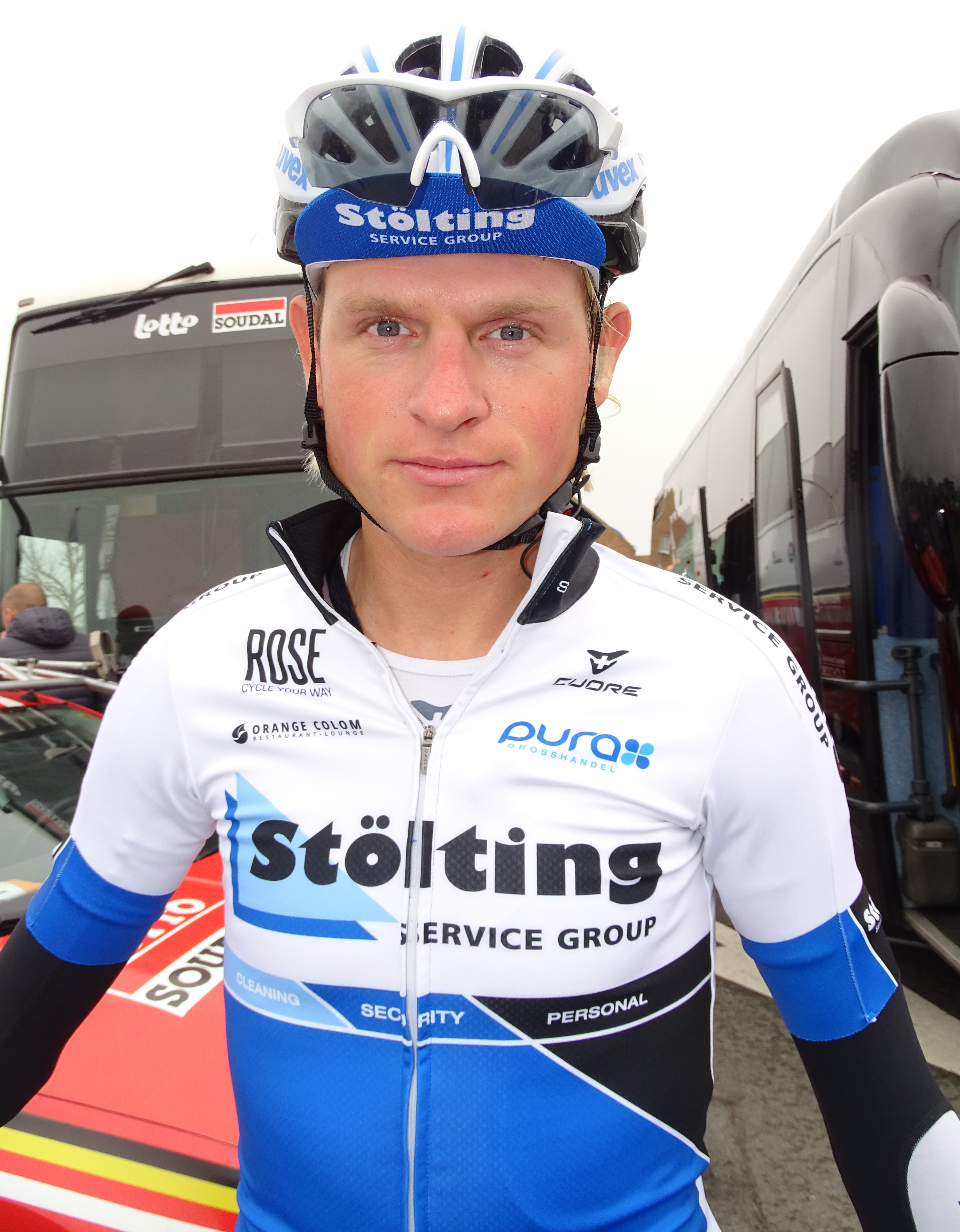
Rasmus Guldhammer.
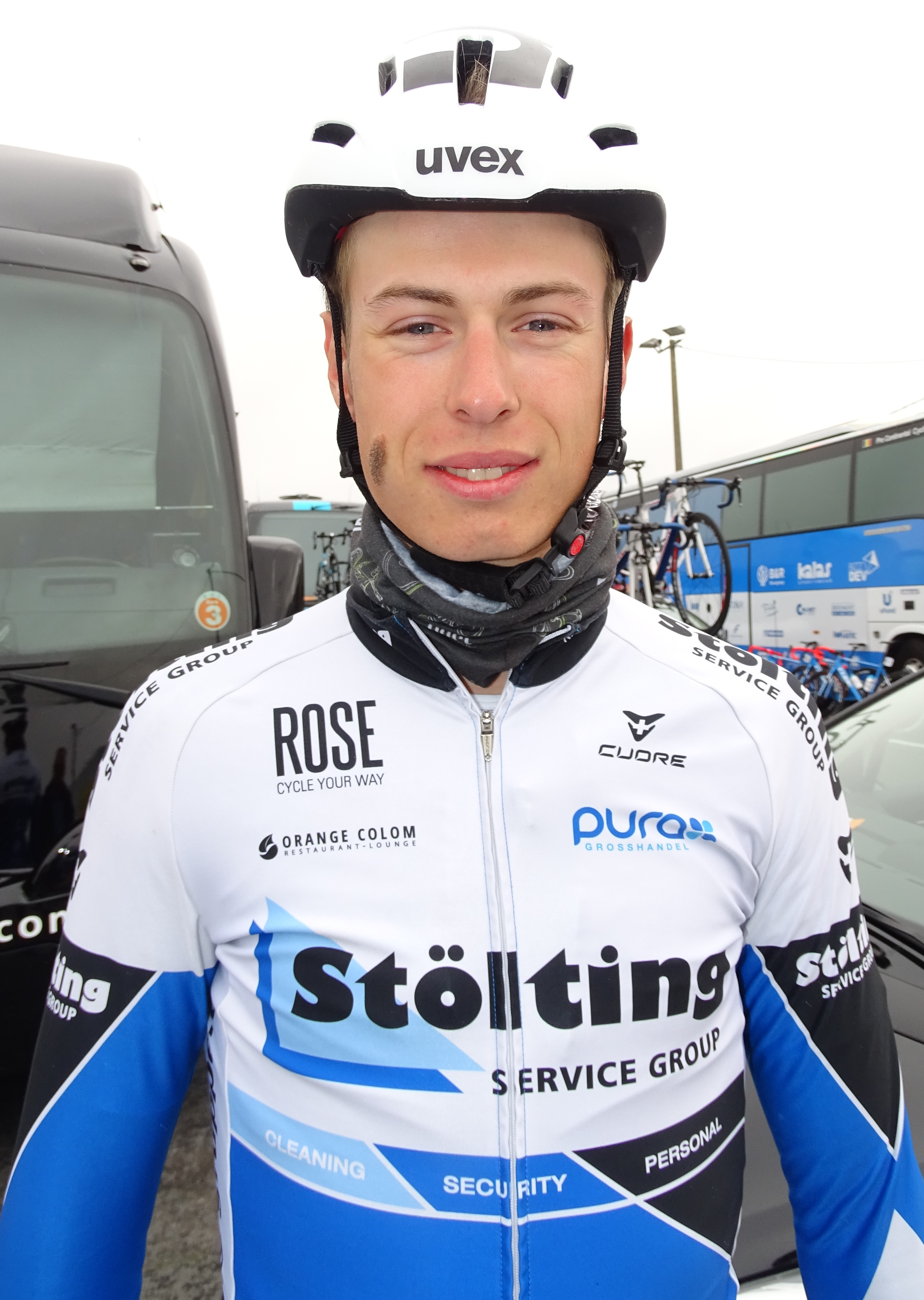
Alex Kirsch.
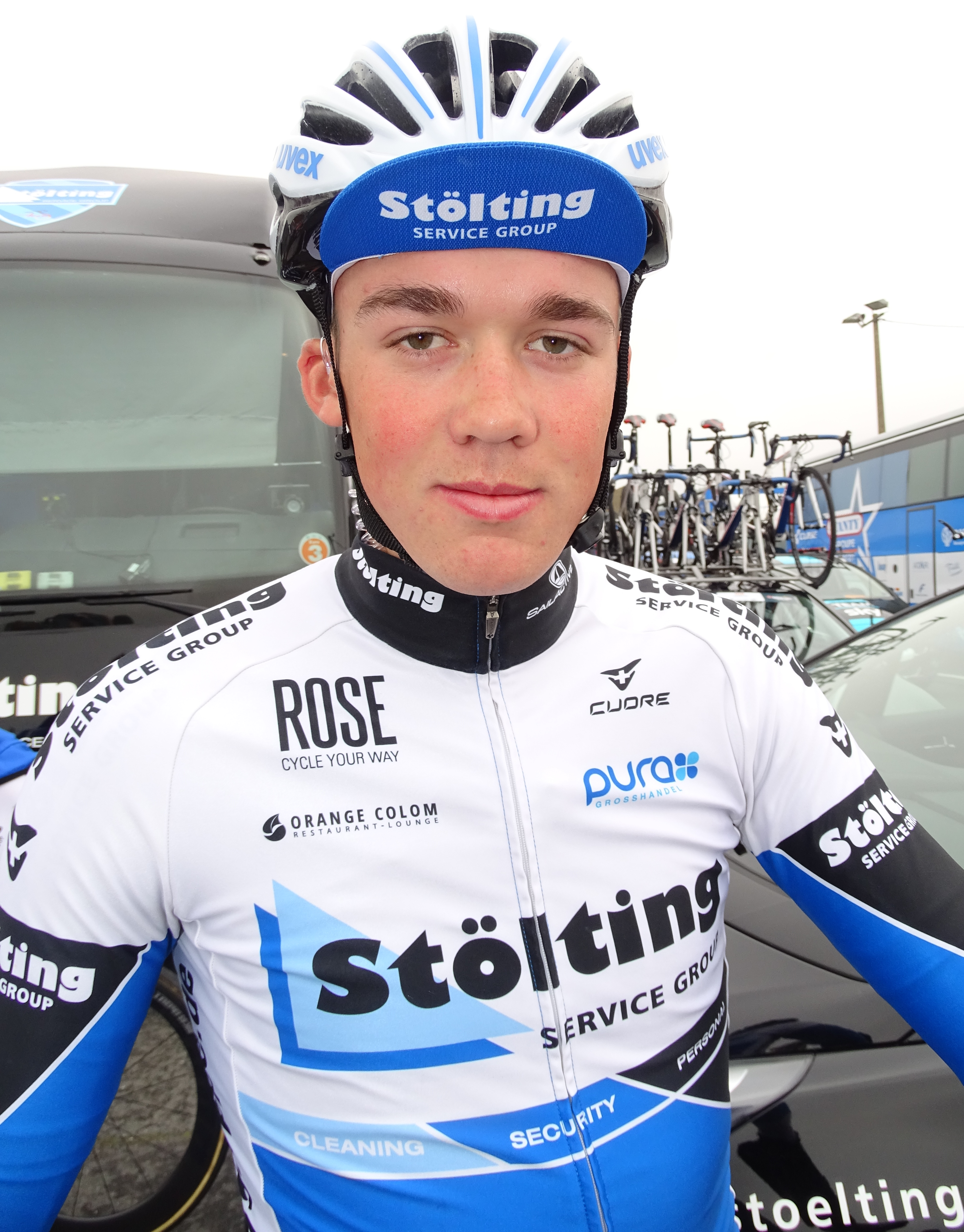
Mads Pedersen.
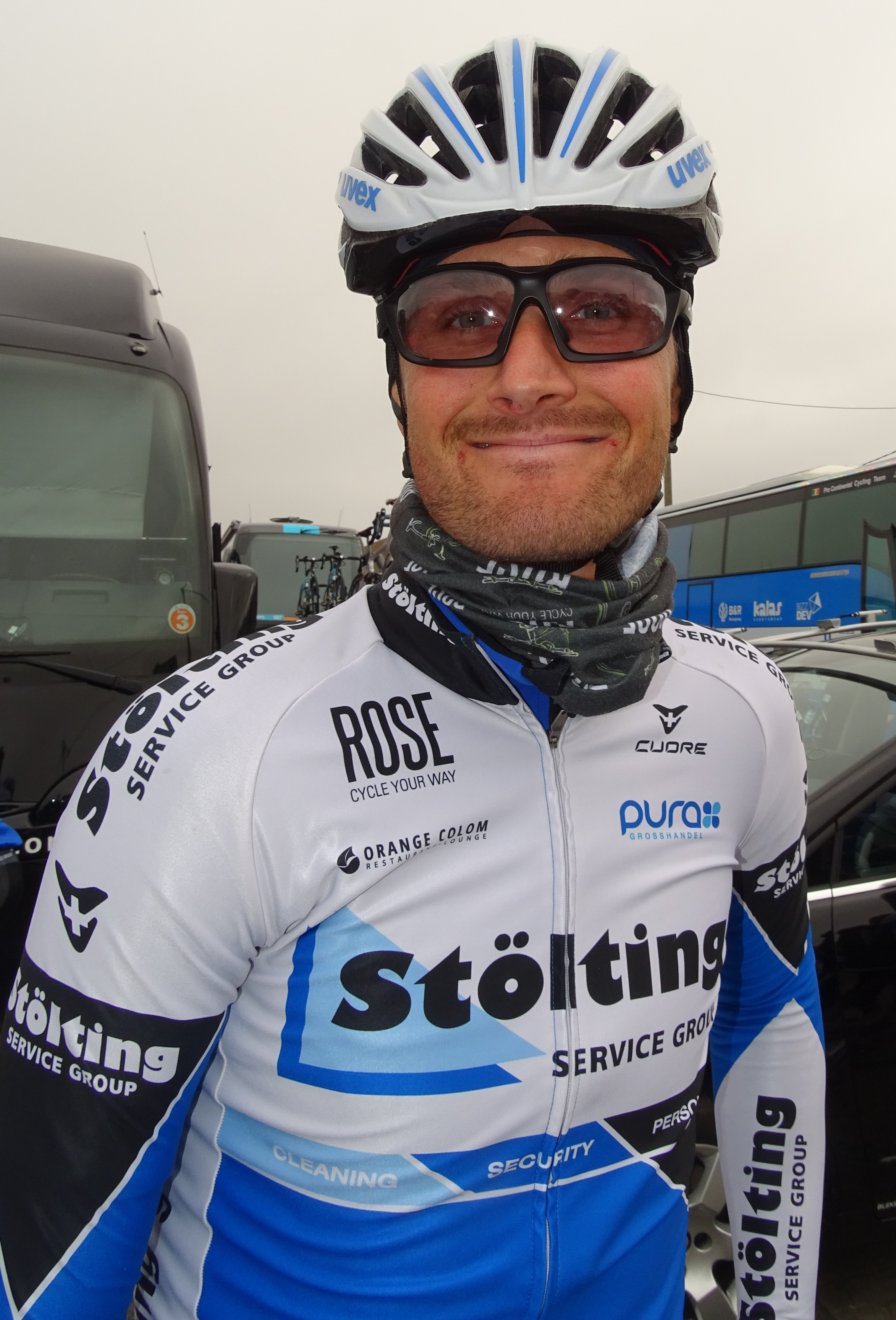
Michael Reihs.
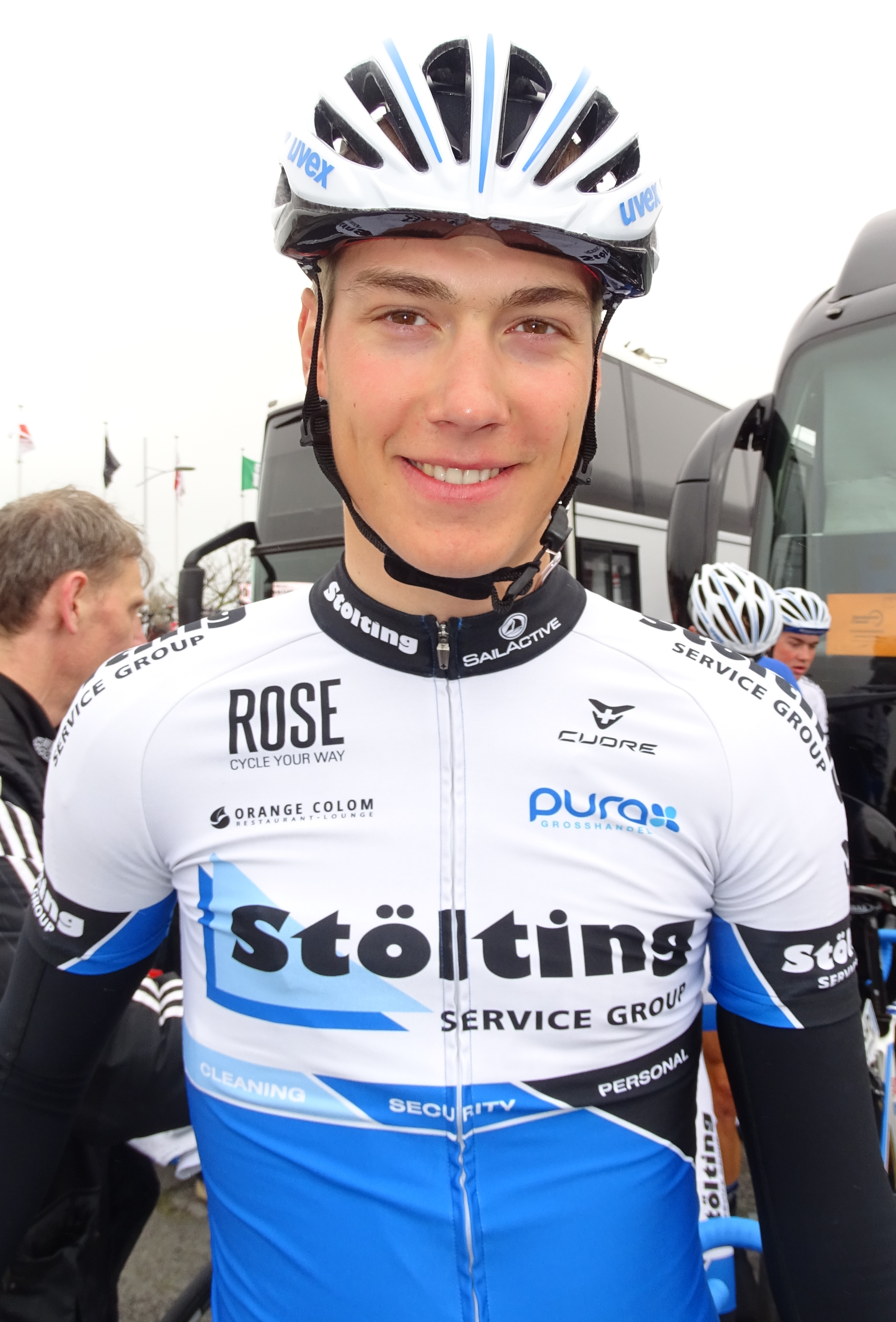
Jonas Tenbrock.

## Bilan de la saison

### Victoires
| Date       | Course                                    | Pays     | Classe | Vainqueur      |
| ---------- | ----------------------------------------- | -------- | ------ | -------------- |
| 20/05/2016 | 3e étape du Tour de Norvège               | Norvège  | 2.HC   | Mads Pedersen  |
| 11/06/2016 | Tour de Fyen                              | Danemark | 1.2    | Mads Pedersen  |
| 12/06/2016 | Grand Prix Horsens                        | Danemark | 1.2    | Alexander Kamp |
| 26/06/2016 | Championnat du Danemark sur route espoirs | Danemark | CN     | Mads Pedersen  |
| 26/06/2016 | Championnat du Danemark sur route         | Danemark | CN     | Alexander Kamp |

### Résultats sur les courses majeures
Les tableaux suivants représentent les résultats de l'équipe dans les principales courses du calendrier international dans lesquelles l'équipe bénéficie d'une invitation (les cinq classiques majeures et les trois grands tours). Pour chaque épreuve est indiqué le meilleur coureur de l'équipe, son classement ainsi que les accessits glanés par Stölting Service Group sur les courses de trois semaines.

#### Classiques
| Classique            | Milan-San Remo | Tour des Flandres | Paris-Roubaix | Liège-Bastogne-Liège | Tour de Lombardie |
| -------------------- | -------------- | ----------------- | ------------- | -------------------- | ----------------- |
| Coureur (classement) | Non invitée    | Non invitée       | Non invitée   | Non invitée          |                   |

#### Grands tours
| Grand tour           | Tour d'Italie | Tour de France | Tour d'Espagne |
| -------------------- | ------------- | -------------- | -------------- |
| Coureur (classement) | Non invitée   | Non invitée    | Non invitée    |
| Accessits            | -             | -              | -              |